# British Home Championship 1911
British Home Championship 1911 – 27. edycja turnieju piłki nożnej między reprezentacjami z Wielkiej Brytanii. Tytułu broniła Szkocja, jednak straciła go na rzecz reprezentacji Anglii.

## Turniej
| 28 stycznia 1911 | Irlandia · Halligan | 1 : 2 | Walia · Davies · Morris | Windsor Park, Belfast |
|                  |                     |       |                         |                       |

| 11 lutego 1911 | Anglia · Shepherd · Evans | 2 : 1 | Irlandia · McAuley | Baseball Ground, Derby |
|                |                           |       |                    |                        |

| 6 marca 1911 | Walia · Morris | 2 : 2 | Szkocja · Hamilton | Ninian Park, Cardiff |
|              |                |       |                    |                      |

| 13 marca 1911 | Anglia · Woodward · Webb | 3 : 0 | Walia | The Den, Londyn |
|               |                          |       |       |                 |

| 18 marca 1911 | Szkocja · Reid · McMenemy | 2 : 0 | Irlandia | Celtic Park, Glasgow |
|               |                           |       |          |                      |

| 3 kwietnia 1911 | Anglia · Stewart | 1 : 1 | Szkocja · Higgins | Goodison Park, Liverpool |
|                 |                  |       |                   |                          |

## Tabela
| Msc. | Zespół   | M | W | R | P | Pkt+ | Pkt- | Pkt |
| ---- | -------- | - | - | - | - | ---- | ---- | --- |
| 1    | Anglia   | 3 | 2 | 1 | 0 | 6    | 2    | 5   |
| 2    | Szkocja  | 3 | 1 | 2 | 0 | 5    | 3    | 4   |
| 3    | Walia    | 3 | 1 | 1 | 1 | 4    | 6    | 3   |
| 4    | Irlandia | 3 | 0 | 0 | 3 | 2    | 6    | 0   |

## Strzelcy
3 gole
- Grenville Morris

2 gole
- Bob Hamilton
- Vivian Woodward

1 gol
- Billy Halligan
- Billy Davies
- Albert Shepherd
- Robert Evans
- James McAuley
- William Reid
- Jimmy McMenemy
- George Webb
- Jimmy Stewart
- Alexander Higgins